# GBU-43/B MOAB
GBU-43/B MOAB är en flygbomb i den amerikanska krigsmakten. Akronymen GBU står för ”Guided Bomb Unit” medan MOAB står för ”Massive Ordnance Air Blast”. Akronymen "MOAB" har retroaktivt gett bomben smeknamnet ”Mother Of All Bombs” på grund av dess storlek.
GBU-43/B är för närvarande (2021) den största flygbomben i USA:s arsenal och även den största konventionella flygbomben i relation till dess sprängmassa som någonsin har byggts. Typen väger nästan 10 ton (drygt 21 000 lb) och ska ersätta den äldre bombtypen BLU-82 som har sitt ursprung i Vietnamkriget. GBU-43/B skiljer sig från BLU-82 i att den är precisionsstyrd och saknar fallskärm.

## Användningsområde
På grund av sin storlek behöver GBU-43/B fällas från stora fraktplan på hög höjd, då den är för stor för att kunna släppas från existerande bombplan. Dess precisionsstyrning gör att den kan fällas på mycket hög höjd utanför räckvidden för vanligt luftvärn.
Bomber av den här storleken har liten praktisk användning i ett krig. Dess föregångare, BLU-82, användes på sin tid nästan uteslutande till att röja upp landningsplatser för helikoptrar i djungeln. Anledningen till att dessa typer av bomber fortfarande används är för att de, bland annat, har en kraftig psykologisk effekt. Med BLU-82 som exempel kan nämnas att en brittisk SAS specialstyrka under Gulfkriget rapporterade att de sett en atombombexplosion i fjärran efter att de hade råkat se fällningen av en BLU-82 under ett spaningsuppdrag. Som kuriosa löd rapporteringsmeddelandet: "Sir, jänkarna har just atombombat Kuwait!"

## Historia
GU-43/B offentliggjordes en kort tid innan Irakkriget 2003 och en bomb transporterades till stridsområdet i Persiska viken, men den användes aldrig.[källa behövs]
Den 13 april 2017 användes bomben i Afghanistan av USA för att spränga tunnlar och ett läger som tillhörde Islamiska staten (IS).